# Spui (water)
Het Spui is een getijdenrivier in Zuid-Holland die de verbinding vormt tussen de Oude Maas en het Haringvliet. Het Spui vormt de scheiding tussen de eilanden Voorne-Putten en de Hoeksche Waard. Het Spui is ontstaan door de stormvloed van 2 november 1532, waarbij door een dijkdoorbraak de verbinding van het Spui met de (Oude) Maas tot stand kwam.

## Stroming
Het Spui is als waterweg opmerkelijk, omdat de stroomrichting van de rivier is omgekeerd. Dit is een gevolg van de Deltawerken (een grootschalig project aan het eind van de 20e eeuw voor de beheersing van de waterhuishouding in Zuidwest-Nederland): om de verzilting van de Nieuwe Waterweg tegen te gaan, stroomt het water van het Haringvliet (vroeger een zeearm) niet langer direct naar zee, maar stroomt het door het Spui naar de Oude Maas, om vervolgens via de Nieuwe Waterweg de zee te bereiken. Aangezien het Spui vrij smal is, maar relatief veel water vervoert heerst er een sterke stroming. In combinatie met de krachtige getijdenstromen die vanaf de zee het Spui bereiken, maakt dit de rivier risicovol voor zwemmers en watersporters. Tijdens laag water is de diepte van de vaargeul van het Spui ongeveer 5,5 meter. Bij hoog water kan dit oplopen tot gemiddeld 11 meter in de vaargeul. Golfslag, zuiging en stroming kunnen gevaarlijk zijn voor zwemmers.

## Zoet water
Een zijrivier is de Bernisse (op Voorne-Putten), die bij Simonshaven (tegenover Goudswaard), met een inlaatsluis op het Spui aansluit. Het Spui levert zoet water dat via de Bernisse naar het Brielse Meer loopt en daar een buffer tegen de verzilting vormt.

## Verkeer en recreatie
Over het Spui liggen geen bruggen. Er vaart een veerpont tussen Nieuw-Beijerland en Hekelingen bij Spijkenisse en er vaart een fietsveer tussen Oud-Beijerland, Beerenplaat (bij Spijkenisse) en Rhoon.
Aan het Spui is ook recreatie mogelijk. Bijvoorbeeld de Oude Tol te Oud-Beijerland, de zonneweide aan het Spui nabij Piershil en "de Costa del Spui" te Goudswaard.